# 4388 Jürgenstock
4388 Jürgenstock este un asteroid din centura principală, descoperit pe 3 noiembrie 1964.